# Deutschland 89
Deutschland 86
Deutschland 89 est une série télévisée germano-américaine en huit épisodes d'environ 50 minutes mise en ligne le 25 septembre 2020 sur Amazon Prime dans les pays germanophones et anglophones. 
Elle met en vedette Jonas Nay en tant qu'agent de l'Allemagne de l'Est en 1989, après la Chute du Mur de Berlin. C'est la suite de la série Deutschland 86 de 2018, qui elle-même était la suite de la série Deutschland 83 de 2015.
En Suisse la série est diffusée à partir du 9 novembre 2020 sur RTS. En France, l'exclusivité est annoncée par Canal+ pour 2020/2021, et la diffusion commence le 12 juillet 2021. 

## Synopsis
La chute du mur de Berlin est imminente et la Stasi craint une invasion du pays par l'Allemagne de l'Ouest. L'agent secret de la HVA, Martin Rauch, ainsi que tous les membres de la Stasi, se trouvent à un carrefour de leur vie personnelle et professionnelle, apatrides, sans identité et au chômage.

## Distribution

### Personnages principaux
- Jonas Nay : Martin Rauch, ancien officier du renseignement est-allemand, agent double.
- Ari Kurecki : Max, fils de Martin Rauch et Annett Schneider
- Svenja Jung : Nicole Zangen, professeur de Max
- Maria Schrader : Lenora Rauch, ancienne agent de la HVA, tante de Martin .
- Sylvester Groth : Walter Schweppenstette, ancien patron de Lenora et père de Martin, agent infiltré par la HVA
- Uwe Preuss : Markus Fuchs.
- Carina Wiese : Ingrid Rauch, mère de Martin.
- Alexander Beyer : Tobias Tischbier, ancien chef de Martin à la Direction principale de la reconnaissance (HVA).
- Lavinia Wilson : Brigitte Winkelmann, ex de Martin, agent du Service fédéral de renseignement (BND) travaillant avec la CIA pour recruter d'anciens agents HVA.
- Florence Kasumba : Rose Seithathi, une des membres du Congrès national africain (ANC).
- Anke Engelke : Barbara Dietrich, consultante financière dans le StäV.
- Fritzi Haberlandt : Tina Fischer, médecin est-allemand échappé à Berlin-Ouest.
- Raul Casso : Hector Valdez, agent de la CIA travaillant à Berlin-Est avec Winkelmann.
- Niels Bormann : Fritz Hartmann, agent HVA.

### Personnages récurrents
- Emil Hostina : Grigore Antonescu, ressortissant roumain et membre d'une organisation terroriste, ami de Lenora.
- Rainer Sellien : Carl Baumgarten, musicien ouest-allemand et membre d'un groupe terroriste d'extrême gauche espionné par Martin.
- Samia Muriel Chancrin : Sabine Baumgarten, épouse et complice de Carl.
- Nicolai Borger : Rolf, tueur à gages du groupe terroriste d'extrême gauche que Martin infiltre.
- Mike Davies : John Tyler, un chef de la CIA travaillant à Berlin-Est.

## Production
Une subvention de 700 000 € (780 000 USD) a été accordée par le Medienboard Berlin-Brandenburg le 7 février 2019 à UFA Fiction (en) pour commencer la production. En septembre 2019, le groupe RTL a confirmé que le tournage avait commencé à Berlin et se terminerait d'ici la fin d'année 2019. Le tournage s'est aussi déplacé à Potsdam et en Allemagne Centrale. 
Les prises de vue in situ et les décors ont été réalisés au siège de l'ancien ministère de la Sécurité d'État (en allemand : Ministerium für Staatssicherheit) dans la Normannenstraße, à Berlin même. 
Le service en ligne Amazon Video a été partenaire financier de la nouvelle série, comme sur Deutschland 86. L'annonce du soutien d'Amazon à Deutschland 89 est intervenue avant même la sortie de Deutschland 86,.

## Épisodes

### Épisode 1:Kyrie Eleison
- Allemagne : 23 septembre 2020 sur Amazon Prime
- Suisse : 9 novembre 2020 sur RTS
- France : 12 juillet 2021 sur Canal +

### Épisode 2:Nuits de novembre
- Allemagne : 23 septembre 2020 sur Amazon Prime
- Suisse : 16 novembre 2020 sur RTS
- France : 12 juillet 2021 sur Canal +

### Épisode 3:Rencontre magique
- Allemagne : 23 septembre 2020 sur Amazon Prime
- Suisse : 23 novembre 2020 sur RTS
- France : 12 juillet 2021 sur Canal +

### Épisode 4:Opération Condor
- Allemagne : 23 septembre 2020 sur Amazon Prime
- Suisse : 30 novembre 2020 sur RTS

### Épisode 5:La révolution roumaine
- Allemagne : 23 septembre 2020 sur Amazon Prime
- Suisse : 7 décembre 2020 sur RTS

### Épisode 6:Exil à l'italienne
- Allemagne : 23 septembre 2020 sur Amazon Prime
- Suisse : 14 décembre 2020 sur RTS

### Épisode 7:Phase deux
- Allemagne : 23 septembre 2020 sur Amazon Prime
- Suisse : 21 décembre 2020 sur RTS

### Épisode 8:La fin de l’histoire
- Allemagne : 23 septembre 2020 sur Amazon Prime
- Suisse : 28 décembre 2020 sur RTS

## Diffusion
Depuis le 25 septembre 2020, Amazon Prime Video diffuse les huit nouveaux épisodes en Allemagne et en Autriche,. La série a commencé à être diffusée aux Etats-Unis sur Sundance TV le 29 octobre 2020.  Le service de streaming australien Stan a mis la série en ligne le 25 septembre 2020.  Au Royaume-Uni, l'émission sera diffusée sur More 4 à partir du 5 mars 2021.